# Hora Warner (Portugal)
Hora Warner (conhecida pela abreviatura HW) foi uma rubrica infanto-juvenil que emitiu desenhos animados da Warner e da Cartoon Network. Foi emitida entre 2002 e 2003 pela RTP1 aos sábados de manhã. 
Houve também uma versão brasileira do programa transmitida pelo SBT entre 2001 e 2007 de segunda a sexta, quando foi substituída pelo programa Carrossel Animado.

## História
As manhãs "cinematográficas" de sábado da RTP1 tinham ficado menos atrativas com o encerramento do "Clube Disney" em 2002, devido à compra dos direitos de exibição da franquia por parte da SIC. Mas a RTP imediatamente resolveu o problema e as manhãs de sábado passaram a ser a casa de uma outra franquia: A Warner Bros. Animation. ("Hora Warner"). Este espaço, já existente em outros países desde 1991, não teve o mesmo sucesso e o mesmo "tempo de antena" que o "Clube Disney" em Portugal Continental, mas foi a entrada com dobragem portuguesa de outras séries populares do Cartoon Network, deixando também a marca da sua história em Portugal, já que este espaço, tal como o da Disney, existia em outros países de tv aberta. Posteriormente, algumas da séries transmitidas neste espaço foram repetidas pela RTP2 ao longo da década.

## A Hora Warner e os Looney Tunes
Assim como acontecia no "Clube Disney" desde 1996 com as curtas-metragens clássicas do Mickey Mouse em português de Portugal, a "Hora Warner" incluiu também curtas do Bugs Bunny clássicas em português de Portugal (versões lançadas em VHS a partir de 1997). A RTP exibiu a mesma série de curtas dentro da "Lotação Esgotada" até 1992, mas aqui para alguns que acompanharam o programa foi uma surpresa quanto ao idioma.
Algumas das curtas, lançadas em VHS, exibidas foram "Pássaro a bordo", "De homem para coelho" e "A culpa foi do coelho".
Em alguns países, como no Brasil, Tom e Jerry foram também adquiridos e exibidos na Hora Warner, mas a RTP não as incluiu, provavelmente por ainda não estarem disponíveis em português de Portugal. 

## Séries emitidas

### Warner Bros.
- Animaniacs
- Freakazoid!
- Histeria
- Looney Tunes (versão em português)
- O Máscara
- Pinky & Brain
- Silvestre e Tweety ao seu dispôr

### Cartoon Network Studios
- Samurai Jack
- Um Carneiro na Cidade

## Curiosidades
- Em Portugal, a Hora Warner estreou na RTP1, exatamente, um dia depois do cancelamento de Batatoon da TVI.
- Em Portugal, foi exibida somente aos sábados de manhã, a seguir à rúbrica infantojuvenil.